# HC Montfoort
HC Montfoort is een Nederlandse hockeyclub uit de Utrechtse plaats Montfoort.
De club werd opgericht op 23 mei 1979 en speelt op Sportpark Hofland waar ook de sportclubs Montfoort SV'19 en een tennisvereniging zijn gevestigd. 
HC Montfoort speelt haar thuiswedstrijden op eigen velden in Montfoort en neemt deel aan de competities van de Koninklijke Nederlandse Hockey Bond (KNHB).